# Goy
Goy er et ord for ikke-jødiske personer, som fortrinsvist benyttes jøder imellem. Ordet kommer oprindeligt fra det hebraiske: גוי, der betyder "folk", men i moderne brug er betydningen blevet forskudt.
| Folkeslag | Spire Denne artikel om folkeslag eller etnografi er en spire som bør udbygges. Du er velkommen til at hjælpe Wikipedia ved at udvide den. |